# Auasa
Auasa, chiamata anche Auassa, Awassa oppure Hawassa (in amarico አዋሳ, ʾÄwasa) è una città dell'Etiopia situata sulle rive del lago Auasa nella Rift Valley etiopica. La città è collocata nella zona di Sidama, è a 270 km da Addis Abeba tramite Debre Zeyit, 130 km a est dalla città di Soddo, 75 km a nord di Dila e 1.125 km a nord di Nairobi (Kenya). 
Auasa era la capitale della vecchia Provincia di Sidamo, dal 1978 fino all'adozione della nuova Costituzione nel 1995. Da allora è la capitale della regione etiopica della Regione delle Nazioni, Nazionalità e Popoli del Sud, sebbene non ne faccia più parte dal 2019, anno in cui è stata istituita la nuova Regione di Sidama. 

## Storia
Dopo aver tentato di uccidere nel 1992 il presidente della SLM1 (Sidama Liberation Movement), Woldeamanuel Dubale, il quale fu poi costretto a fuggire nel Regno Unito, nel settembre 1994 furono arrestati 194 membri appartenenti alla sua stessa organizzazione.
Il quotidiano Addis Tribune del 31 maggio 2002, riferisce di un'uccisione di 38 contadini, da parte delle forze dell'ordine, i quali stavano protestando contro la decisione dello stato di spostare la capitale della Zona di Sidama da Auasa a Aleta Wendo. Ci furono altri scontri tra forze dell'ordine e i manifestanti nelle città di Shambu e Ambo, in cui morirono 27 persone, 12 delle quali erano bambini, 5 gli studenti e 26 i feriti.

## Società

### Evoluzione demografica
Stando alla Central Statistical Agency dell'Etiopia, nel 2005 la città aveva una popolazione di 125.315 persone: 63.267 uomini e 62.048 donne.
A confronto, nel 1994, la città aveva una popolazione di 'soli' 69.169 individui: 35.029 maschi e 34.140 femmine.

## Monumenti e luoghi d'interesse
Le più grandi attrazioni della città di Auasa sono la Chiesa di San Gabriele e lo Stadio di Auassa Kenema.

## Cultura

### Istruzione

#### Università
La città di Auasa è anche dotata di Università (la quale include un College specializzato sullo studio dell'agricoltura, un altro specializzato sullo studio della medicina e un Campus Universitario), di un Istituto Superiore Avventista. 

## Infrastrutture e trasporti
La città si trova adiacente alla strada Trans-Africana (TAH 4), che dal Cairo porta a Città del Capo. È il più grande insediamento umano presente nella woreda di Auasa.
Auasa possiede un aeroporto (ICAO code HALA, IATA AWA), il servizio postale è fornito da una succursale delle Poste Etiopi.

## Sport
A Auasa il gioco più in voga è il calcio, ma tra i giovani sta riscuotendo un certo successo anche la pallacanestro. Si svolgono però anche alcune competizioni a livello ciclistico e podistico, ma di rado.